# USCGC Dallas (WHEC-716)
L'USCGC Dallas (WHEC-716) est un navire de classe Hamilton de la garde côtière des États-Unis. Lancé en 1966, il sert de 1968 à 2012 avant d'être revendu à la marine philippine en mai 2012. Il est renommé BRP Ramon Alcaraz (PF-16), comme second navire de la classe Gregorio del Pilar. Il porte le nom du commodore Ramon A. Alcaraz (en) .

## Histoire
L'USCGC Dallas (WHEC-716) a été construit au chantier naval Avondale près de la Nouvelle-Orléans à partir du 18 décembre 1965 et lancé le 11 mars 1968. Il avait été baptisé du nom de Alexander J. Dallas le Secrétaire du Trésor des États-Unis et homme d'état sous la présidence de James Madison. Le navire est conçu avec un haut niveau d'habitabilité et propose un hébergement assez confortable avec la climatisation.
Le BRP Ramon Alcaraz (PF-16) a quitté Charleston en janvier 2013, est passé par la base naval de Pearl Harbor puis l'île de Guam pour rejoindre Manille le 3 août 2013. Il entre en service le 22 novembre 2013. Le même mois, il participe aux opérations humanitaires à Tacloban après le passage du typhon Haiyan.
Il participe au premier déploiement de la Marine philippine au Proche-Orient en Janvier 2016 avec le BRP Davao del Sur (LD-602). Les deux navires y sont envoyer afin d'anticiper une éventuelle évacuation des ressortissants philippins de la région sur fond de crise americano-iranienne. Ils resteront à Oman jusqu'au 21 avril 2020, date laquelle ils commencent leur voyage de retour en faisant escale en Inde afin de récupérer du matériel médical destiné a la lutte contre le COVID-19.